# 南京市人民政府
南京市人民政府，简称南京市政府，是中华人民共和国南京市的地方国家行政机关，是南京市人民代表大会的执行机关。办公地点位于江苏省南京市玄武区北京东路41号，现任市长空缺。

## 历史
南京市人民政府于1949年5月10日成立，设于国民政府考试院旧址，由中国人民革命军事委员会领导。中华人民共和国成立后改为由中央人民政府直辖，1950年1月改为由华东军政委员会领导。1952年11月15日，中央人民政府委员会第十九次会议通过决议，成立江苏省人民政府，驻地设于南京。原苏北、苏南行政公署与南京直辖市的辖区构成新的江苏省境。12月17日，江苏省人民政府成立。以政务院命令，南京市改为江苏省辖市。南京市人民政府由此隶属于江苏省人民政府。至1952年，南京市军事管制委员会的各机构工作都移交给了南京市人民政府治理。1955年，改称南京市人民委员会。
1966年，南京市人民委员会被造反派夺权，1967年年初全面瘫痪。1967年3月成立南京市军事管制委员会，实行军事管制。1968年3月，成立南京市革命委员会，地位等同于南京市人民政府。1981年1月3日，南京市第八届人民代表大会选举市长，恢复建立南京市人民政府，停止使用革委会名称。

## 机构设置
根据《南京市机构改革方案》，南京市人民政府工作部门为副厅局级。南京市人民政府设置下列机构：
- 南京市人民政府办公厅
- 南京市发展和改革委员会
- 南京市教育局
- 南京市科学技术局
- 南京市工业和信息化局
- 南京市公安局
- 南京市民政局
- 南京市司法局
- 南京市财政局
- 南京市人力资源和社会保障局
- 南京市规划和自然资源局
- 南京市生态环境局
- 南京市城乡建设委员会
- 南京市住房保障和房产局
- 南京市交通运输局
- 南京市水务局
- 南京市城市管理局
- 南京市绿化园林局
- 南京市农业农村局
- 南京市商务局
- 南京市文化和旅游局
- 南京市投资促进局
- 南京市卫生健康委员会
- 南京市退役军人事务局
- 南京市应急管理局
- 南京市审计局
- 南京市人民政府外事办公室
- 南京市人民政府国有资产监督管理委员会
- 南京市人民政府研究室
- 南京市数据局
- 南京市市场监督管理局
- 南京市体育局
- 南京市统计局
- 南京市医疗保障局
- 南京市信访局
- 南京市民族宗教事务局
- 南京市国防动员办公室
- 南京市地方金融管理局
- 南京市机关事务管理局

（办公厅挂市人民政府参事室牌子；发展和改革委员会挂粮食和物资储备局牌子；教育局与市委教育工作委员会合署办公；科学技术局挂外国专家局牌子；文化和旅游局挂文物局牌子；绿化园林局挂林业局牌子；卫生健康委员会挂中医药管理局牌子；外事办公室挂市人民政府港澳事务办公室牌子；市场监督管理局挂知识产权局牌子；地方金融管理局牌子挂在中共南京市委金融委员会办公室，并加挂中共南京市委金融工作委员会牌子，列入中共南京市委机构序列。）

### 直属事业单位
- 南京市地方志编纂委员会办公室
- 中国国际贸易促进委员会南京分会
- 南京市供销合作总社
- 南京市中山陵园管理局
- 南京市雨花台烈士陵园管理局
- 南京住房公积金管理中心

直属高等学校
- 南京晓庄学院（正厅级）
- 金陵科技学院（正厅级）
- 南京机电职业技术学院
- 南京城市职业学院

### 派出机构
- 南京市江北新区管理委员会
- 南京经济技术开发区管理委员会
- 南京市仙林大学城管理委员会
- 南京市人民政府驻北京办事处
- 南京市人民政府驻上海办事处